# 神経伝達物質
神経伝達物質（しんけいでんたつぶっしつ、英: Neurotransmitter）とは、シナプスで情報伝達を介在する物質である。シナプス前細胞に神経伝達物質の合成系があり、シナプス後細胞に神経伝達物質の受容体がある。神経伝達物質は放出後に不活性化する。シナプス後細胞に影響する亜鉛イオンや一酸化窒素は広義の神経伝達物質である。ホルモンも細胞間伝達物質で開口放出し受容体に結合する。神経伝達物質は局所的に作用し、ホルモンは循環器系等を通じ大局的に作用する。アゴニストとアンタゴニストも同様の作用をする。

## 機序
|  |

### 放出前
神経伝達物質はシナプス前細胞の細胞体で合成され、細胞輸送によって運ばれてくるないしは細胞外から吸収され、前シナプス終末にあるシナプス小胞に貯蔵される。前シナプス終末に活動電位が到達すると神経伝達物質はシナプス間隙に放出される。

### 放出後
神経伝達物質はシナプス間隙に放出されると、拡散によって広がり、後シナプス細胞の細胞膜上にある受容体と結びついて活性化される。受容体がイオンチャネル型の場合そのイオンチャネルが開き、受容体が代謝型であればその後いくつかのステップを経てイオンチャネルを開かせ、後シナプス細胞に脱分極ないし過分極を生じさせる。放出後は速やかに酵素によって不活性化されるか、または前シナプス終末に再吸収され、一部は再びシナプス小胞に貯蔵され再利用される（元のシナプス小胞に戻るのではなく別のシナプス小胞に充填される）。

## 分類
神経伝達物質は大きく分類すると以下の3つになる。
1. アミノ酸（グルタミン酸、γ-アミノ酪酸、アスパラギン酸、グリシンなど）
2. ペプチド類（バソプレシン、ソマトスタチン、ニューロテンシンなど）
3. モノアミン類（ノルアドレナリン、ドーパミン、セロトニン）とアセチルコリン

その他一酸化窒素、一酸化炭素などの気体分子も神経伝達物質様の作用を示す。

## 主な神経伝達物質

### アミン類
- アスパラギン酸
- グルタミン酸 (Glu)
- γ-アミノ酪酸 (GABA)
- グリシン (Gly)

### アセチルコリン
- アセチルコリン (ACh)

### モノアミン類
モノアミン類は次より合成。
フェニルアラニン、チロシンより合成（合成経路でカテコールアミンを経由）
- ドーパミン (DA)
  - ノルアドレナリン（NAd）
    - アドレナリン（Ad）

- オクトパミン
- チラミン
- フェネチルアミン (PEA)
- フェニルエタノールアミン (PEOH)

トリプトファンより合成
- セロトニン (5-hydroxytryptamine, 5-HT)
  - メラトニン (Mel) （セロトニンより導かれるが、モノアミンではない）

ヒスチジンより合成
- ヒスタミン (H)

### ポリペプチド類（神経ペプチド類）
ペプチドホルモンと共通するものが含まれる。
- ボンベジン
- ガストリン放出ペプチド (GRP)
- ニューロテンシン
- ガラニン
- カルシトニン遺伝子関連ペプチド (CGRP)

ガストリン類
- ガストリン
- コレシストキニン (CCK)

Neurohypophyseal類
- バソプレッシン
- オキシトシン
- ニューロフィジンI
- ニューロフィジンII

神経ペプチドY
- N-アセチルアスパラチルグルタミン酸(NAAG) (英)
- 神経ペプチドY (NY)
- 膵ペプチド (PP)
- ペプチドYY (PYY)

オピオイド
- 副腎皮質刺激ホルモン
- ベータリポトロピン
- ダイノルフィン
- エンドルフィン
- エンケファリン
- ロイモルフィン

セクレチン類
- セクレチン
- モチリン
- グルカゴン
- 血管作動性腸管ペプチド (VIP)
- 下垂体アデニル酸シクラーゼ活性化ペプチド (PACAP)
- 成長ホルモン放出因子 (GRF)

ソマトスタチン
- ソマトスタチン

タキキニン類
- ニューロキニンA
- ニューロキニンB
- ニューロペプチドA
- ガンマニューロペプチド
- P物質

### その他
- 一酸化窒素 (NO)
- 一酸化炭素 (CO)
- アグマチン
- アナンダミド
- ジメチルトリプタミン
- アデノシン
- アデノシン三リン酸 (ATP)

- アデノシン二リン酸 (ADP)

- マグネシウム
- タウリン。